# Rivière Joir
Der Rivière Joir (französisch; in Québec) oder Joir River (englisch; in Neufundland und Labrador) ist ein 135 km langer linker Nebenfluss des Rivière du Petit Mécatina im Süden der Labrador-Halbinsel in den kanadischen Provinzen Neufundland und Labrador und Québec. Der Fluss wurde nach Abbé Joir benannt, einem Geistlichen, der im 18. Jahrhundert in mehreren Missionen und Pfarreien entlang der Küste des Sankt-Lorenz-Golfes in New Brunswick tätig war.

## Flusslauf
Der Fluss hat seinen Ursprung in einem 460 m hoch gelegenen See unweit des Trans-Labrador Highway (Route 510) 80 km südsüdöstlich von Happy Valley-Goose Bay. Er fließt in überwiegend südsüdwestlicher Richtung. Die letzten 9 Kilometer liegen in der Provinz Québec. Der Rivière Joir mündet schließlich in den Rivière du Petit Mécatina.

## Hydrologie
Der mittlere Abfluss 38 km oberhalb der Mündung beträgt 42,9 m³/s. Die höchsten mittleren monatlichen Abflüsse treten im Juni mit 99,8 m³/s auf. Das Einzugsgebiet umfasst etwa 3100 km².